# Drachiella morum
Drachiella morum is een krabbensoort uit de familie van de Aethridae. De wetenschappelijke naam van de soort is voor het eerst geldig gepubliceerd in 1896 door Alcock.